# وزارت اتحاد
وزارت اتحاد (انگلیسی: Ministry of Unification) یک بخش اجرایی از دولت کره جنوبی است که هدف آن ترویج اتحاد دوباره کره است. اولین بار این وزارت در سال ۱۹۶۹ تحت عنوان «شورای اتحاد ملی» تحت حاکمیت پارک چونگ هی تأسیس شد. وضعیت فعلی خود را در سال ۱۹۹۸ به دست آورد و نقش مهمی در ترویج گفتگوهای بین دو کره، مبادلات و همکاری ایفا کرده است. دفتر مرکزی آن در طبقه سوم و چهارم مجتمع دولتی سئول در منطقه جونگنو، سئول است.